# 5a etapa del Tour de França de 2017
La 5ª etapa del Tour de França de 2017 es va disputar el dimecres 5 de juliol de 2017, entre les poblacions franceses de Vittel i La Planche des Belles Filles amb una distància recorreguda de 160,5 quilòmetres. Va ser la primera etapa de muntanya d'aquest Tour, i la va guanyar Fabio Aru, de l'equip d'Astana, que va atacar cap al final. Al final de l'etapa, Christopher Froome, que va creuar en tercera posició la meta, es va convertir en el nou líder classificació general, per davant del seu company d'equip Geraint Thomas, que havia portat el jersei groc fins aleshores.

## Recorregut
La cinquena etapa va ser la primera etapa de muntanya d'aquest Tour de França del 2017. Va sortir de Vittel i va finalitzar a La Planche des Belles Filles, després d'un recorregut de 160,5 quilòmetres. Tot i que es tracta d'una arribada en alçada, els punts atorgats per al Gran Premi de la Muntanya no van doblar. L'esprint intermedi està situat a Faucogney-et-la-Mer, en el quilòmetre 102,5. A més de l'ascensió a La Planche des Belles Filles, de primera categoria, situat a la meta, els ciclistes han d'ascendir a la Cota d'Esmoulières, de tercera categoria, situada al quilometre 107,5.

## Desenvolupament de l'etapa
Des del primer moment es va formar una escapada de vuit ciclistes: Thomas Voeckler, Philippe Gilbert, Jan Bakelants, Dylan van Baarle, Pierre-Luc Perichon, Edvald Boasson Hagen, Mickael Delage i Thomas De Gendt. El gran grup, encapçalat per l'equip Sky, els deixa una mica de marge durant el primer quilòmetres. Més endavant l'equip BMC Racing se situa al capdavant per tractar de mantenir el desavantatge per sota dels 3 minuts i mig. Poc després de l'esprint intermedi, Mickael Delage i Thomas De Gendt són atrapats pel gran grup. Els belgues Philuppe Gilbert i Jan Bakelants, els últims supervivents de l'escapada, arriben a l'inici de l'última ascensió al capdavant amb menys d'un minut d'avantatge i finalment son atrapats pel gran grup. A 2,4 quilòmetres de meta, en plena ascensió, l'italià Fabio Aru (Astana) llença un atac. Ningú no li pot sortir a roda i finalment guanya l'etapa per davant de l'irlandès Daniel Martin, que arriba a 16 segons, i Christopher Froome, que entra en tercera posició a 20 segons. Entre els favorits, Richie Porte acaba amb el mateix temps que Froome, mentre Romain Bardet, desfermat als darrers metres de l'ascens, entra a 24 segons, i Nairo Quintana, novè de l'etapa, arriba 34 segons després d'Aru i 14 segons per darrere de Froome.
Froome avança al seu company d'equip Geraint Thomas en la classificació general i se situa lider, el que li dona el dret portar el mallot groc. Aru se situa tercer de la classificació general a 14 segons.
Amb aquesta victòria, Fabio Aru passà a tenir victòries d'etapa a les 3 grans voltes ciclistes (Tour de França, Giro d'Itàlia i Volta a Espanya) i convertint-se en un rival seriós per a la classificació general. A més es va col·locar líder del Gran Premi de la Muntanya.
El primer lloc de la millor classificació de joves el passa a ocupar Simon Yates, sisè a l'etapa i a la classificació general. Arnaud Démare es va mantenir primer a la classificació per punts, conservant el mallot verd.

## Resultats de l'etapa

### Classificació de l'etapa
| \| Classificació de l'etapa \| Classificació de l'etapa \| Classificació de l'etapa \| Classificació de l'etapa \| Classificació de l'etapa \| \| Corredor \| Corredor \| Equip \| Temps \| \| \| ------------------------ \| ------------------------ \| ------------------------ \| ------------------------ \| ------------------------ \| \| 1r \| Fabio Aru \| Astana \| 3h 44' 06" \| \| \| 2n \| Daniel Martin \| Quick-Step Floors \| + 16" \| \| \| 3r \| Christopher Froome \| Team Sky \| + 20" \| \| \| 4t \| Richie Porte \| BMC Racing Team \| + 20" \| \| \| 5è \| Romain Bardet \| AG2R La Mondiale \| + 24" \| \| \| 6è \| Simon Yates \| Orica-Scott \| + 26" \| \| \| 7è \| Rigoberto Urán \| Cannondale-Drapac \| + 26" \| \| \| 8è \| Alberto Contador Velasco \| Trek-Segafredo \| + 26" \| \| \| 9è \| Nairo Quintana Rojas \| Movistar Team \| + 34" \| \| \| 10è \| Geraint Thomas \| Team Sky \| + 40" \| \| |                          |                   |            |
| |                          |                   |            |
| Font: ProCyclingStats |                          |                   |            |
| Classificació de l'etapa |                          |                   |            |
| Corredor | Corredor                 | Equip             | Temps      |
| 1r | Fabio Aru                | Astana            | 3h 44' 06" |
| 2n | Daniel Martin            | Quick-Step Floors | + 16"      |
| 3r | Christopher Froome       | Team Sky          | + 20"      |
| 4t | Richie Porte             | BMC Racing Team   | + 20"      |
| 5è | Romain Bardet            | AG2R La Mondiale  | + 24"      |
| 6è | Simon Yates              | Orica-Scott       | + 26"      |
| 7è | Rigoberto Urán           | Cannondale-Drapac | + 26"      |
| 8è | Alberto Contador Velasco | Trek-Segafredo    | + 26"      |
| 9è | Nairo Quintana Rojas     | Movistar Team     | + 34"      |
| 10è | Geraint Thomas           | Team Sky          | + 40"      |

### Classificació per punts

#### Esprint intermedi -Faucogney-et-la-Mer(km 102,5)
| Pos. | Ciclista                   | Equip             | Punts |
| ---- | -------------------------- | ----------------- | ----- |
| 1    | Edvald Boasson Hagen (NOR) | Dimension Data    | 20    |
| 2    | Philippe Gilbert (BEL)     | Quick-Step Floors | 17    |
| 3    | Thomas De Gendt (BEL)      | Lotto-Soudal      | 15    |
| 4    | Mickaël Delage (FRA)       | FDJ               | 13    |
| 5    | Jan Bakelants (BEL)        | AG2R La Mondiale  | 11    |
| 6    | Pierre-Luc Périchon (FRA)  | Fortuneo-Oscaro   | 10    |
| 7    | Dylan van Baarle (NED)     | Cannondale-Drapac | 9     |
| 8    | Thomas Voeckler (FRA)      | Direct Énergie    | 8     |
| 9    | Michael Matthews (AUS)     | Sunweb            | 7     |
| 10   | Marcel Kittel (GER)        | Quick-Step Floors | 6     |
| 11   | Alexander Kristoff (NOR)   | Katusha-Alpecin   | 5     |
| 12   | Rick Zabel (GER)           | Katusha-Alpecin   | 4     |
| 13   | Arnaud Démare (FRA)        | FDJ               | 3     |
| 14   | Sonny Colbrelli (ITA)      | Bahrain-Merida    | 2     |
| 15   | Jos van Emden (NED)        | Lotto NL-Jumbo    | 1     |

#### Final d'etapa -La Planche des Belles Filles(km 160,5)
| Pos. | Ciclista                 | Equip             | Punts |
| ---- | ------------------------ | ----------------- | ----- |
| 1    | Fabio Aru (ITA)          | Astana            | 30    |
| 2    | Daniel Martin (IRL)      | Quick-Step Floors | 25    |
| 3    | Christopher Froome (GBR) | Sky               | 22    |
| 4    | Richie Porte (AUS)       | BMC Racing        | 19    |
| 5    | Romain Bardet (FRA)      | AG2R La Mondiale  | 17    |
| 6    | Simon Yates (GBR)        | Orica-Scott       | 15    |
| 7    | Rigoberto Urán (COL)     | Cannondale-Drapac | 13    |
| 8    | Alberto Contador (ESP)   | Trek-Segafredo    | 11    |
| 9    | Nairo Quintana (COL)     | Movistar          | 9     |
| 10   | Geraint Thomas (GBR)     | Sky               | 7     |
| 11   | Louis Meintjes (RSA)     | UAE Team Emirates | 6     |
| 12   | Rafał Majka (POL)        | Bora-Hansgrohe    | 5     |
| 13   | Nicolas Roche (IRL)      | BMC Racing        | 4     |
| 14   | George Bennett (NZL)     | Lotto NL-Jumbo    | 3     |
| 15   | Mikel Landa (ESP)        | Sky               | 2     |

### Bonificacions de l'arribada
| Pos. | Ciclista                 | Equip             | Bonificació |
| ---- | ------------------------ | ----------------- | ----------- |
| 1    | Fabio Aru (ITA)          | Astana            | 10          |
| 2    | Daniel Martin (IRL)      | Quick-Step Floors | 6           |
| 3    | Christopher Froome (GBR) | Sky               | 4           |

## Rànquings al final de l'etapa

### Classificació general
| \| Classificació general \| Classificació general \| Classificació general \| Classificació general \| Classificació general \| \| Corredor \| Corredor \| Equip \| Temps \| \| \| --------------------- \| ------------------------ \| --------------------- \| --------------------- \| --------------------- \| \| 1r \| Christopher Froome \| Team Sky \| 18h 38' 59" \| \| \| 2n \| Geraint Thomas \| Team Sky \| + 12" \| \| \| 3r \| Fabio Aru \| Astana \| + 14" \| \| \| 4t \| Daniel Martin \| Quick-Step Floors \| + 25" \| \| \| 5è \| Richie Porte \| BMC Racing Team \| + 39" \| \| \| 6è \| Simon Yates \| Orica-Scott \| + 43" \| \| \| 7è \| Romain Bardet \| AG2R La Mondiale \| + 47" \| \| \| 8è \| Alberto Contador Velasco \| Trek-Segafredo \| + 52" \| \| \| 9è \| Nairo Quintana Rojas \| Movistar Team \| + 54" \| \| \| 10è \| Rafał Majka \| Bora-Hansgrohe \| + 1' 01" \| \| |                          |                   |             |
| |                          |                   |             |
| Font: ProCyclingStats |                          |                   |             |
| Classificació general |                          |                   |             |
| Corredor | Corredor                 | Equip             | Temps       |
| 1r | Christopher Froome       | Team Sky          | 18h 38' 59" |
| 2n | Geraint Thomas           | Team Sky          | + 12"       |
| 3r | Fabio Aru                | Astana            | + 14"       |
| 4t | Daniel Martin            | Quick-Step Floors | + 25"       |
| 5è | Richie Porte             | BMC Racing Team   | + 39"       |
| 6è | Simon Yates              | Orica-Scott       | + 43"       |
| 7è | Romain Bardet            | AG2R La Mondiale  | + 47"       |
| 8è | Alberto Contador Velasco | Trek-Segafredo    | + 52"       |
| 9è | Nairo Quintana Rojas     | Movistar Team     | + 54"       |
| 10è | Rafał Majka              | Bora-Hansgrohe    | + 1' 01"    |

### Classificació per punts
| Classificació per punts | Classificació per punts | Classificació per punts | Classificació per punts | Classificació per punts |
| Corredor                | Corredor                | Equip                   | Punts                   |                         |
| ----------------------- | ----------------------- | ----------------------- | ----------------------- | ----------------------- |
| 1r                      | Arnaud Démare           | FDJ                     | 127 pts                 |                         |
| 2n                      | Marcel Kittel           | Quick-Step Floors       | 87 pts                  |                         |
| 3r                      | Michael Matthews        | Team Sunweb             | 73 pts                  |                         |
| 4t                      | André Greipel           | Lotto-Soudal            | 63 pts                  |                         |
| 5è                      | Alexander Kristoff      | Katusha-Alpecin         | 48 pts                  |                         |
| 6è                      | Daniel Martin           | Quick-Step Floors       | 47 pts                  |                         |
| 7è                      | Christopher Froome      | Team Sky                | 41 pts                  |                         |
| 8è                      | Sonny Colbrelli         | Bahrain-Merida          | 40 pts                  |                         |
| 9è                      | Geraint Thomas          | Team Sky                | 38 pts                  |                         |
| 10è                     | Edvald Boasson Hagen    | Dimension Data          | 32 pts                  |                         |

### Classificació dels joves
| Classificació del millor jove | Classificació del millor jove | Classificació del millor jove | Classificació del millor jove | Classificació del millor jove |
| Corredor                      | Corredor                      | Equip                         | Temps                         |                               |
| ----------------------------- | ----------------------------- | ----------------------------- | ----------------------------- | ----------------------------- |
| 1r                            | Simon Yates                   | Orica-Scott                   | 18h 39' 42"                   |                               |
| 2n                            | Pierre Latour                 | AG2R La Mondiale              | + 24"                         |                               |
| 3r                            | Louis Meintjes                | UAE Team Emirates             | + 41"                         |                               |
| 4t                            | Emanuel Buchmann              | Bora-Hansgrohe                | + 46"                         |                               |
| 5è                            | Guillaume Martin              | Wanty-Groupe Gobert           | + 1' 44"                      |                               |
| 6è                            | Tiesj Benoot                  | Lotto-Soudal                  | + 1' 47"                      |                               |
| 7è                            | Lilian Calmejane              | Direct Énergie                | + 3' 41"                      |                               |
| 8è                            | Aleksei Lutsenko              | Astana                        | + 4' 59"                      |                               |
| 9è                            | Élie Gesbert                  | Fortuneo-Oscaro               | + 5' 03"                      |                               |
| 10è                           | Jay McCarthy                  | Bora-Hansgrohe                | + 7' 22"                      |                               |

### Gran premi de la muntanya
| Classificació de la muntanya | Classificació de la muntanya | Classificació de la muntanya | Classificació de la muntanya | Classificació de la muntanya |
| Corredor                     | Corredor                     | Equip                        | Punts                        |                              |
| ---------------------------- | ---------------------------- | ---------------------------- | ---------------------------- | ---------------------------- |
| 1r                           | Fabio Aru                    | Astana                       | 10 pts                       |                              |
| 2n                           | Daniel Martin                | Quick-Step Floors            | 8 pts                        |                              |
| 3r                           | Christopher Froome           | Team Sky                     | 6 pts                        |                              |
| 4t                           | Richie Porte                 | BMC Racing Team              | 4 pts                        |                              |
| 5è                           | Nathan Brown                 | Cannondale-Drapac            | 3 pts                        |                              |
| 6è                           | Jan Bakelants                | AG2R La Mondiale             | 2 pts                        |                              |
| 7è                           | Taylor Phinney               | Cannondale-Drapac            | 2 pts                        |                              |
| 8è                           | Nils Politt                  | Katusha-Alpecin              | 2 pts                        |                              |
| 9è                           | Romain Bardet                | AG2R La Mondiale             | 2 pts                        |                              |
| 10è                          | Lilian Calmejane             | Direct Énergie               | 1 pt                         |                              |

### Classificació per equips
| Classificació per equips | Classificació per equips | Classificació per equips | Classificació per equips |
| Equip                    | Equip                    | Temps                    |                          |
| ------------------------ | ------------------------ | ------------------------ | ------------------------ |
| 1r                       | Sky                      | 55h 57' 59"              |                          |
| 2n                       | BMC Racing Team          | + 1' 59"                 |                          |
| 3r                       | AG2R La Mondiale         | + 3' 21"                 |                          |
| 4t                       | Cannondale-Drapac        | + 3' 35"                 |                          |
| 5è                       | Orica-Scott              | + 3' 58"                 |                          |
| 6è                       | Astana                   | + 5' 00"                 |                          |
| 7è                       | Bora-Hansgrohe           | + 5' 55"                 |                          |
| 8è                       | Movistar Team            | + 7' 23"                 |                          |
| 9è                       | Trek-Segafredo           | + 8' 48"                 |                          |
| 10è                      | Fortuneo-Oscaro          | + 9' 45"                 |                          |

## Abandons
- Dorsal 91 -  Mark Cavendish (GBR) - No va prendre la sortida a causa d'una caiguda que li va provocar una fractura de clavícula el dia anterior.[5]